# Remote Desktop Protocol
Remote Desktop Protocol (zkratka RDP) je v informatice proprietární síťový protokol, který umožňuje uživateli využívat (ovládat) vzdálený počítač prostřednictvím počítačové sítě. Připojení pracuje na principu klient–server, kdy uživatel na svém počítači využívá jednoduchého klienta pro zobrazení grafického uživatelského prostředí, které je spuštěno na vzdáleném počítači.
Protokol RDP byl poprvé použit pro podporu Služby vzdálené plochy ve Windows NT 4.0 Terminal Server Edition. Klientské programy umožňující ovládání vzdáleného počítače pomocí RDP protokolu existují pro většinu verzí Windows, OS X, Android a další operační systémy. RDP server implicitně naslouchá na TCP portu 3389. Firma Microsoft nabízí klientský software Remote Desktop Connection (RDC) nebo Terminal Services Client (TSC). V operačním systému OS X se klient jmenuje Remote Desktop.

## Podporované vlastnosti
- barevná hloubka 8, 15, 16, 24 a 32 bitů
- 128bitové šifrování algoritmem RC4 (starší klienti mohou použít slabší kódovaní a verze nižší než 6.0 jsou napadnutelné útokem Man in the middle)
- podpora Transport Layer Security
- Audio Redirection – přesměrování výstupu zvuku umožňuje uživateli spustit program na vzdálené ploše s výstupem zvuku na svém lokálním počítači
- File System Redirection – umožňuje použít lokální soubor umístěný na klientovi na vzdáleném počítači
- Printer redirection – umožňuje použít lokální tiskárnu pro tiskový výstup programů spuštěných na vzdáleném počítači
- Port Redirection – umožňuje použít lokální sériový a paralelní port pro programy spuštěné na vzdáleném počítači
- schránka pro kopírování textu muže být sdílena mezi vzdáleným počítačem a lokálním počítačem

Ve vezi RDP 6.0 bylo v roce 2006 přidáno několik rozšíření:
- Remote programs – vzdálené programy jsou asociovány se soubory umístěnými na lokálním počítači
- Seamless Windows – vzdálené aplikace mohou běžet na počítači klienta v okně, jako by byly spuštěny lokálně
- Terminal Server Gateway – připojení prostřednictvím portu 443 (HTTPS) a IIS
- podpora Windows Aero a technologie ClearType
- podpora WPF efektů pro aplikace .NET 3.0
- přesměrování zařízení bylo přepsáno pro zajištění větší flexibility a zpřístupnění více zařízení
- všechny terminálové služby jsou plně konfigurovatelné a skriptovatelné pomocí WMI
- vylepšená adaptace RDP klientů pro aktuální šíři přenosového pásma
- šifrování pomocí Transport Layer Security (TLS) 1.0 jako implicitní pro server i klienta
- podpora více monitorů – relace může být rozdělena mezi dva monitory

## Implementace

### Microsoft Windows
Serverová část RDP (tzv. Terminal Sevices) je součástí serverové edice Windows NT od verze NT 4.0 Terminal Edition do současných verzí (Windows Server 2003, Windows Server 2008). V omezené podobě, která neumožňuje současnou práci více uživatelů zároveň, je k dispozici i v některých verzích desktopové řady Windows NT: Windows XP (verze Professional), Windows Home Server, Media Center, Microsoft Tablet PC, Windows Fundamentals for Legacy PCs, Windows Vista (ve verzích Ultimate, Enterprise a Business), Windows 7 (ve verzích Professional, Enterprise a Ultimate), Windows 8 Pro, a též ve Windows 8.1 Pro.
Klient pro RDP (Remote Desktop Connection, RDC a Terminal Service client) je dostupný ve všech verzích Windows XP, Windows Vista (odpovídající verzi systému nebo service packu), Windows 7, Windows 8 a Windows 8.1. Starší verze klienta jsou volně dostupné pro Windows XP (pre-SP3), Windows 2000, Windows 9x, Windows NT 4.0 a Mac OS X. Poslední verze klienta 6.1 je dostupná ve Windows Vista Service Pack 1, Windows XP Service Pack 3 a jako KB952155 pro Windows XP SP2.
Ruční spuštění klienta ve Windows je možné pomocí příkazu mstsc.exe.

### Mac OS X
Aqua Connect se stala první společností, která získala licenci a implementovala RDP pro operační systém Mac OS X, ke kterému je tak možné se připojit pomocí RDP.

### Unixové systémy
Serverová část implementace RDP pro unixové systémy se jmenuje xrdp a je k dispozici jako open source software. Implementace RDP klienta se jmenuje rdesktop a je též k dispozici jako open source software. Pro grafická prostředí lze použít jako frontend program tsclient.